# Армінтендант
Армінтендант (скор. від армійський інтендант) — найвище військове звання вищого начальницького складу інтендантської служби збройних сил Радянського Союзу з 1935 до 1940. Вище за рангом ніж корінтендант. Дорівнювало військовому званню командарм 2-го рангу.
Військовому званню армінтенданта відповідав ряд інших військових звань  — флагман флоту 2-го рангу,  інженер-флагман флоту ,  армінженер, армійський комісар 2-го рангу, армвоєнюріст, армврач, армветврач. Званню армінтенданта, також відповідало спеціальному званню: комісар держбезпеки 2-го рангу.

## Історія
У 1935 році з введенням персональних звань вищого командного складу були введені також спеціальні звання для військово-господарського складу.
7 травня 1940 року Указом Президії Верховного ради СРСР від «Про встановлення військових звань вищого командного складу Червоної Армії», вводилися генеральські звання. Серед іншого генеральські звання після переатестації отримав військово-інтендантський склад, отримавши нові звання з додаванням «інтендантської служби».

## Знаки розрізнення
Згідно з главою 4 наказу про введення персональних військових звань, армінтендант отримав знаки розрізнення по чотири ромби на кожну петлицю (як у звання командного складу «командарм 2-го рангу»).
У армінтенданта, як і у іншого начальницького складу військово-господарського та адміністративного складів, знаки розрізнення чули червоного кольору, які розміщувалися на петлицях темно-зеленого кольору з червоною окантовкою.
Начальницький склад РСЧА на відміну від командного складу не мали на рукавах кольорових чи галунних кутків.
Згідно з тією ж главою наказу про введення персональних військових звань, командний та начальницький склад ВМС отримали знаки розрізнення у вигляді комбінації галунних стрічок різного розміру.  Командний склад, військово-політичний та військово-технічний склад мали стрічки жовтого (золотого) кольору, інший начальницький склад білого (срібного) кольору. Колір між стрічками командний склад мав кольору мундиру, начальницький склад кольору служби. Армінтендант (як у звання командного складу «флагман флоту 2-го рангу») мав чотири стрічки на рукаві (одна широка та три середні), але на відміну від флагмана флоту ІІ рангу, стрічки армінтенданта були сріблясті чи білі.

## Носії
Не присвоювалося.

## Співвідношення
| Рід військ                                         | Відповідне звання / посада |
| Командний склад                                    | Командний склад |
| -------------------------------------------------- | --- |
| РСЧА                                               | Командарм 2-го рангу |
| Військово-морський флот                            | Флагман флоту 2-го рангу |
| Народний комісаріат внутрішніх справ               | Комісар державної безпеки 2-го рангу, введене постановою ЦВК та РНК СРСР від 7 жовтня 1935 року (військовослужбовці прикордонних та внутрішніх військ НКВС мали військові звання, які вживалися в РСЧА) Директор міліції |
| Начальницький склад                                | |
| інженерно-технічний склад сухопутні війська та ВПС | Армінженер |
| ВМФ                                                | Інженер-флагман флоту |
| військово-політичний склад усіх родів військ       | Армійський комісар 2-го рангу |
| військово-юридичній склад усіх родів військ        | Армвоєнюрист |
| військово-медичний склад усіх родів військ         | Армврач |
| військово-ветеринарний склад усіх родів військ     | Армветврач |